# دیوید زوگارو
دیوید زوگارو (انگلیسی: Davide Zugaro؛ زادهٔ ۱۶ آوریل ۲۰۰۰) بازیکن فوتبال است.